# Sven Joss
Sven Joss (sinh ngày 18 tháng 7 năm 1994) là một cầu thủ bóng đá người Thụy Sĩ thi đấu cho BSC Young Boys.

## Sự nghiệp
Vào tháng 7 năm 2015, anh gia nhập FC Thun theo dạng cho mượn từ BSC Young Boys trong 1 năm đến hết mùa giải 2015-16. Hợp đồng được gia hạn thêm 1 năm vào tháng 5 năm 2016. Mặc dù có 3 trận sa sân cho Thun mùa giải 2016-17, anh được gọi về lại vào ngày 8 tháng 8 năm 2016 để thay cho Florent Hadergjonaj vừa rời khỏi câu lạc bộ cùng ngày.